# 송희라
송희라(본명: 송지윤, 1990년 11월 23일 ~ )은 대한민국의 가수이다.

## 학력
- 단국대학교 교육대학원 체육교육학과
- 삼육대학교 생활체육학과 졸업

## 경력
- 2013년 대한가수협회 정회원

## 데뷔
- 2013년 정규 앨범 "오세요"

## 음반
- 2013년 오세요